# Bond van Ondernemers in de Radiobranche in Nederland
De Bond van Ondernemers in de Radiobranche in Nederland, kortweg "BORN" of "B.O.R.N." werd in 1929 opgericht naar aanleiding van een octrooiconflict tussen Philips en enkele kleine radio-ondernemers, waaronder de "Goudsche Radio Industrie" van Jacob de Raadt.
Het eerste jaarverslag van 16 januari 1931 vermeldt over de oprichting:
"24 december 1929 was er een groep mannen, voor het grootste gedeelte steunpilaren van het Comité van Actie tegen den overval, dien Philips op 22 augustus 1929 jegens de vrije Nederlandsche toestelbouwers had ingezet, in de Kroon te Den Haag bijeen. Daar was de hoofdleiding der Actie, destijds gevormd door de heeren Tasseron, De Bruijn, Spoelstra, van Brakel en Van Zuylen. Op die vergadering werden de plannen, om de actie in vasteren, onderlingen vorm te voeren, nader besproken en werd besloten, een eigen Bond der onmiddellijk bij dezen strijd belanghebbenden te formeeren. In het voorlopige Bestuur, daartoe aangewezen, namen onder meer zitting de heeren Crucq, Wallien, Tasseron, De Bruijn en De Vries."
Het gelijknamige door de bond uitgegeven weekblad BORN bevat verschillende artikelen over de licentiestrijd tussen Philips en „de kleine man met het confectiepakje an” een kleine eeuw geleden, waarin Philips uiteindelijk aan het kortste eind bleek te trekken:
“Na afloop van het geding De Raadt - Philips op 27 januari 1931 sprak de Philips-deskundige hard op: 'Ziezoo nu hebt gij Philips den hals afgesneden, nu kunt gij de tegenpartij op gaan hangen'. Dat sprak al boekdeelen!, vooral na dien slag in grooten stijl voor de arbiters, waarbij Mr. Hamming in een pleidooi van een paar uur zijn belezenheid op het terrein van het internationaal octrooirecht ten toon spreidde, de internationale belangen der groot-industrie bepleitte en ten slotte helaas in de Eindhovensche kaarten liet kijken door zich bloot te geven in de ontboezeming: 'wat doet die kleine man in de kou, dan komt hij op het gebied der octrooien, waar hij toch geen verstand van heeft; octrooien zijn er alléén voor de groot-industrie'!!” (BORN, 20 maart 1931)
De laatste uitgave van het weekblad BORN was jaargang 3, no. 19, in mei 1932. Op donderdag 29 mei 1932 verscheen jaargang 1, no. 1 van het tijdschrift Radio-Belangen, als de Handels-Editie van Radio-Expres, en „waarin opgenomen het weekblad BORN”. De BORN en de NBR (Nederlandsche Bond van Radiohandelaren) werden allebei gefailleerd op 8 maart 1933, door de Arrondissementsrechtbank te Amsterdam. Als enig overgebleven bestuurslid van de BORN, moest Jacob de Raadt de Verificatievergadering bijwonen, voor Mr. B. De Gaay Fortman, Rechter. Op 14 januari 1938 voltooide Curator C.P.Kalff de Uitdeelingslijst, waaronder een lijst van Ontvangsten en een lijst van Uitgaven. Philips kreeg 6,5% van de boete die aan de BORN was opgelegd in 1933, en die toen niet betaald kon worden.
De strijd om voortbestaan van de "Goudsche Radio Industrie" eindigde in een persoonlijk drama voor Jacob de Raadt. Daarop schreef hij een krant van vier bladzijden in 1937 met de titel De galg van Eindhoven. Die krant is echter nooit uitgegeven. Zijn kleinzoon, Jacob Arie de Raadt, kreeg in 2008 een exemplaar van de krant in handen. Hij besluit daarop de krant online te zetten, inclusief achtergrondinformatie.